# María Carolina Uzcátegui
María Carolina Uzcátegui es una ingeniera y empresaria venezolana. Entre 2017 y 2019 fue presidenta de Consecomercio, y en 2022 fue nombrada como vicepresidenta de la Comisión Nacional de Primarias de Venezuela.

## Carrera
En 1989 se graduó como ingeniera en información de la Universidad Tecnológica del Centro, en Carabobo. Entre 2009 y 2011 fue presidenta de la Asociación de Comerciantes e Industriales de Valera, estado Trujillo, y entre 2013 y 2015 presidió Fedecámaras en el mismo estado. Entre 2017 y 2019 fue presidenta del Consejo Nacional del Comercio y los Servicios (Consecomercio), donde también se desempeñó como secretaria, y en 2020 se postuló como candidata a la Asamblea Nacional por el partido Unión y Progreso, sin resultar electa.
El 9 de noviembre de 2022 fue nombrada como vicepresidenta de la Comisión Nacional de Primarias de Venezuela. Renunció a la posición el 26 de julio de 2023, alegando «falta de condiciones» para realizar las primarias presidenciales, y posteriormente pediría la suspensión de las mismas.
También ha trabajado en el Banco de Maracaibo, ha sido empresaria del sector funerario y gremialista.